# Fédération nationale des sapeurs-pompiers de France
La Fédération nationale des sapeurs-pompiers de France (FNSPF) est une association de type loi de 1901, regroupant la totalité des sapeurs-pompiers civils français sans distinction de catégorie ou de grade au travers de leurs amicales et unions départementales.
Cette fédération est dirigée par des sapeurs-pompiers élus par leurs pairs et ses finances sont assurées par les cotisations ainsi que les ventes de produits dérivés. Elle dispose d'un mensuel propre.
Son objectif est de représenter, défendre, promouvoir et améliorer les conditions de vie et de travail des sapeurs-pompiers français bien que ceci ne soit pas le but d'une association loi de 1901 mais celui des organisations syndicales représentatives.

## Histoire
Le 18 septembre 1881, le capitaine Charles-Auguste Michel, du corps de Vailly-sur-Aisne réunissait 93 officiers de 18 départements afin de jeter les bases d'une organisation visant à regrouper et défendre les sapeurs-pompiers. Le 17 septembre 1882 naissait officiellement la Fédération nationale des officiers et sous-officiers de sapeurs-pompiers de France et d’Algérie à Reims.
Le congrès du centenaire de la Fédération s'est tenu à Reims en 1982 et la Monnaie de Paris a alors édité une médaille bronze et argent commémorative créée par Roland Irolla.
En 1997, elle prend le nom de Fédération nationale des sapeurs-pompiers de France (FNSPF).

## Organisation
La FNSPF est une association loi 1901 où les adhérents élisent leur conseil d'administration. Elle est dotée d'un certain nombre de structures internes :
- le conseil d'administration dont les 43 membres sont élus pour 6 ans et sont renouvelés par moitié tous les 3 ans[1]. Il délibère sur tous les grands sujets, représente la fédération et vote le budget de l'association ;
- le comité exécutif dont les neuf membres sont élus tous les 3 ans. Il est chargé de l'exécution des affaires courantes ;
- les commissions de travail sont réparties en 9 commissions catégorielles, 11 commissions spécialisées et 2 commissions de fonctionnement[4].

## Adhérents
La FNSPF compte 268 500 adhérents (chiffres 2016) par l’intermédiaire des amicales et unions départementales de sapeurs-pompiers.
Des avantages adhérents sont proposés comme la protection juridique, la protection sociale ou le dispositif Solidarité familles pour les situations de détresse exceptionnelle.
Humanisme, proximité, engagement, solidarité, civisme, convivialité sont les valeurs que la communauté des sapeurs-pompiers dit partager au quotidien et s’attacher à transmettre aux jeunes générations, mises en pratique par les nombreuses actions que fait vivre le réseau :
- Fête de la Sainte-Barbe[6]
- Congrès national des sapeurs-pompiers de France[7]
- Rassemblement des Anciens
- Commémorations
- Enseignement aux jeunes sapeurs-pompiers (JSP)[8]
- Participation au Téléthon[9]

## Congrès national
Le congrès national des sapeurs-pompiers de France est un évènement annuel majeur mené par la fédération nationale des sapeurs-pompiers de France et dont l'organisation est, le plus souvent, délégué à une ou plusieurs unions départementales des sapeurs-pompiers.
| Année | Édition                                                                                         | Entité organisatrice                                                                                 | Ville du congrès                                                                                |
| ----- | ----------------------------------------------------------------------------------------------- | --- | ----------------------------------------------------------------------------------------------- |
| 1881  | 1ère                                                                                            | Compagnie des sapeurs-pompiers de Vailly                                                             | Vailly-sur-Aisne                                                                                |
| 1882  | 2e                                                                                              | Fédération nationale des officiers et sous-officiers de sapeurs-pompiers de France et d’Algérie      | Reims                                                                                           |
| 1883  | 3e                                                                                              | Fédération nationale des officiers et sous-officiers de sapeurs-pompiers de France et d’Algérie      | Neuilly-sur-Seine                                                                               |
| 1884  | 4e                                                                                              | Fédération nationale des officiers et sous-officiers de sapeurs-pompiers de France et d’Algérie      | Tours                                                                                           |
| 1885  | 5e                                                                                              | Fédération nationale des officiers et sous-officiers de sapeurs-pompiers de France et d’Algérie      | Boulogne-sur-Mer                                                                                |
| 1886  | 6e                                                                                              | Fédération nationale des officiers et sous-officiers de sapeurs-pompiers de France et d’Algérie      | Grenoble                                                                                        |
| 1887  | 7e                                                                                              | Fédération nationale des officiers et sous-officiers de sapeurs-pompiers de France et d’Algérie      | Rennes                                                                                          |
| 1888  | 8e                                                                                              | Fédération nationale des officiers et sous-officiers de sapeurs-pompiers de France et d’Algérie      | Fontainebleau                                                                                   |
| 1889  | 9e                                                                                              | Fédération nationale des officiers et sous-officiers de sapeurs-pompiers de France et d’Algérie      | Paris                                                                                           |
| 1890  | 10e                                                                                             | Fédération nationale des officiers et sous-officiers de sapeurs-pompiers de France et d’Algérie      | Vichy                                                                                           |
| 1891  | 11e                                                                                             | Fédération nationale des officiers et sous-officiers de sapeurs-pompiers de France et d’Algérie      | Constantine                                                                                     |
| 1892  | 12e                                                                                             | Fédération nationale des officiers et sous-officiers de sapeurs-pompiers de France et d’Algérie      | Le Havre                                                                                        |
| 1893  | 13e                                                                                             | Fédération nationale des officiers et sous-officiers de sapeurs-pompiers de France et d’Algérie      | Besançon                                                                                        |
| 1894  | 14e                                                                                             | Fédération nationale des officiers et sous-officiers de sapeurs-pompiers de France et d’Algérie      | Lyon                                                                                            |
| 1895  | 15e                                                                                             | Fédération nationale des officiers et sous-officiers de sapeurs-pompiers de France et d’Algérie      | Saint-Quentin                                                                                   |
| 1896  | 16e                                                                                             | Fédération nationale des officiers et sous-officiers de sapeurs-pompiers de France et d’Algérie      | Rouen                                                                                           |
| 1897  | 17e                                                                                             | Fédération nationale des officiers et sous-officiers de sapeurs-pompiers de France et d’Algérie      | Paris (2)                                                                                       |
| 1898  | 18e                                                                                             | Fédération nationale des officiers et sous-officiers de sapeurs-pompiers de France et d’Algérie      | Saintes                                                                                         |
| 1899  | 19e                                                                                             | Fédération nationale des officiers et sous-officiers de sapeurs-pompiers de France et d’Algérie      | Agen                                                                                            |
| 1900  | 20e                                                                                             | Fédération nationale des officiers et sous-officiers de sapeurs-pompiers de France et d’Algérie      | Paris (3)                                                                                       |
| 1901  | 21e                                                                                             | Fédération nationale des officiers et sous-officiers de sapeurs-pompiers de France et d’Algérie      | Royat                                                                                           |
| 1902  | 22e                                                                                             | Fédération nationale des officiers et sous-officiers de sapeurs-pompiers de France et d’Algérie      | Vichy (2)                                                                                       |
| 1903  | 23e                                                                                             | Fédération nationale des officiers et sous-officiers de sapeurs-pompiers de France et d’Algérie      | Paris (4)                                                                                       |
| 1904  | 24e                                                                                             | Fédération nationale des officiers et sous-officiers de sapeurs-pompiers de France et d’Algérie      | Paris (5)                                                                                       |
| 1905  | 25e                                                                                             | Fédération nationale des officiers et sous-officiers de sapeurs-pompiers de France et d’Algérie      | Creil                                                                                           |
| 1906  | 26e                                                                                             | Fédération nationale des officiers et sous-officiers de sapeurs-pompiers de France et d’Algérie      | Rodez                                                                                           |
| 1907  | 27e                                                                                             | Fédération nationale des sapeurs-pompiers français                                                   | Bordeaux                                                                                        |
| 1908  | 28e                                                                                             | Fédération nationale des sapeurs-pompiers français                                                   | Reims (2)                                                                                       |
| 1909  | 29e                                                                                             | Fédération nationale des sapeurs-pompiers français                                                   | Caen                                                                                            |
| 1910  | 30e                                                                                             | Fédération nationale des sapeurs-pompiers français                                                   | Loches                                                                                          |
| 1911  | 31e                                                                                             | Fédération nationale des sapeurs-pompiers français                                                   | Paris (6)                                                                                       |
| 1912  | 32e                                                                                             | Fédération nationale des sapeurs-pompiers français                                                   | Les Sables-d'Olonne                                                                             |
| 1913  | 33e                                                                                             | Fédération nationale des sapeurs-pompiers français                                                   | Grenoble (2)                                                                                    |
| 1914  | Édition reportée à 1919 en raison de la Première Guerre mondiale (initialement prévue à Vannes) | Édition reportée à 1919 en raison de la Première Guerre mondiale (initialement prévue à Vannes)      | Édition reportée à 1919 en raison de la Première Guerre mondiale (initialement prévue à Vannes) |
| 1915  | Édition reportée à 1919 en raison de la Première Guerre mondiale                                | Édition reportée à 1919 en raison de la Première Guerre mondiale                                     | Édition reportée à 1919 en raison de la Première Guerre mondiale                                |
| 1916  | Édition reportée à 1919 en raison de la Première Guerre mondiale                                | Édition reportée à 1919 en raison de la Première Guerre mondiale                                     | Édition reportée à 1919 en raison de la Première Guerre mondiale                                |
| 1917  | Édition reportée à 1919 en raison de la Première Guerre mondiale                                | Édition reportée à 1919 en raison de la Première Guerre mondiale                                     | Édition reportée à 1919 en raison de la Première Guerre mondiale                                |
| 1918  | Édition reportée à 1919 en raison de la Première Guerre mondiale                                | Édition reportée à 1919 en raison de la Première Guerre mondiale                                     | Édition reportée à 1919 en raison de la Première Guerre mondiale                                |
| 1919  | 34e                                                                                             | Fédération nationale des sapeurs-pompiers français                                                   | Strasbourg                                                                                      |
| 1920  | 35e                                                                                             | Fédération nationale des sapeurs-pompiers français                                                   | Paris (7)                                                                                       |
| 1921  | 36e                                                                                             | Fédération nationale des sapeurs-pompiers français                                                   | Cherbourg-en-Cotentin                                                                           |
| 1922  | 37e                                                                                             | Fédération nationale des sapeurs-pompiers français                                                   | Paris (8)                                                                                       |
| 1923  | 38e                                                                                             | Fédération nationale des sapeurs-pompiers français                                                   | Boulogne-sur-Mer (2)                                                                            |
| 1924  | 39e                                                                                             | Fédération nationale des sapeurs-pompiers français                                                   | Nantes                                                                                          |
| 1925  | 40e                                                                                             | Fédération nationale des sapeurs-pompiers français                                                   | Deauville                                                                                       |
| 1926  | 41e                                                                                             | Fédération nationale des sapeurs-pompiers français                                                   | Saint-Quentin (2)                                                                               |
| 1927  | 42e                                                                                             | Fédération nationale des sapeurs-pompiers français                                                   | Saint-Dié                                                                                       |
| 1928  | 43e                                                                                             | Fédération nationale des sapeurs-pompiers français                                                   | Vichy (3)                                                                                       |
| 1929  | 44e                                                                                             | Fédération nationale des sapeurs-pompiers français                                                   | Paris (9)                                                                                       |
| 1930  | 45e                                                                                             | Fédération nationale des sapeurs-pompiers français Fédération des sapeurs-pompiers d'Afrique du Nord | Alger                                                                                           |
| 1931  | 46e                                                                                             | Fédération nationale des sapeurs-pompiers français                                                   | Paris (10)                                                                                      |
| 1932  | 47e                                                                                             | Fédération nationale des sapeurs-pompiers français                                                   | Saint-Nazaire                                                                                   |
| 1933  | 48e                                                                                             | Fédération nationale des sapeurs-pompiers français                                                   | Arras                                                                                           |
| 1934  | 49e                                                                                             | Fédération nationale des sapeurs-pompiers français                                                   | Paris (11)                                                                                      |
| 1935  | 50e                                                                                             | Fédération nationale des sapeurs-pompiers français                                                   | Le Havre (2)                                                                                    |
| 1936  | 51e                                                                                             | Fédération nationale des sapeurs-pompiers français                                                   | ?                                                                                               |
| 1937  | 52e                                                                                             | Fédération nationale des sapeurs-pompiers français                                                   | Toulouse                                                                                        |
| 1938  | 53e                                                                                             | Fédération nationale des sapeurs-pompiers français                                                   | Lyon (2)                                                                                        |
| 1939  | 54e                                                                                             | Fédération nationale des sapeurs-pompiers français                                                   | Colmar                                                                                          |
| 1940  | Édition reportée à 1946 en raison de la Seconde Guerre mondiale                                 | Édition reportée à 1946 en raison de la Seconde Guerre mondiale                                      | Édition reportée à 1946 en raison de la Seconde Guerre mondiale                                 |
| 1941  | Édition reportée à 1946 en raison de la Seconde Guerre mondiale                                 | Édition reportée à 1946 en raison de la Seconde Guerre mondiale                                      | Édition reportée à 1946 en raison de la Seconde Guerre mondiale                                 |
| 1942  | Édition reportée à 1946 en raison de la Seconde Guerre mondiale                                 | Édition reportée à 1946 en raison de la Seconde Guerre mondiale                                      | Édition reportée à 1946 en raison de la Seconde Guerre mondiale                                 |
| 1943  | Édition reportée à 1946 en raison de la Seconde Guerre mondiale                                 | Édition reportée à 1946 en raison de la Seconde Guerre mondiale                                      | Édition reportée à 1946 en raison de la Seconde Guerre mondiale                                 |
| 1944  | Édition reportée à 1946 en raison de la Seconde Guerre mondiale                                 | Édition reportée à 1946 en raison de la Seconde Guerre mondiale                                      | Édition reportée à 1946 en raison de la Seconde Guerre mondiale                                 |
| 1945  | Édition reportée à 1946 en raison de la Seconde Guerre mondiale                                 | Édition reportée à 1946 en raison de la Seconde Guerre mondiale                                      | Édition reportée à 1946 en raison de la Seconde Guerre mondiale                                 |
| 1946  | 55e                                                                                             | Fédération nationale des sapeurs-pompiers français                                                   | Paris (12)                                                                                      |
|       |                                                                                                 | |                                                                                                 |
| 1951  | 58e                                                                                             | Fédération nationale des sapeurs-pompiers français                                                   | Saumur                                                                                          |
| 1952  | 59e                                                                                             | Fédération nationale des sapeurs-pompiers français                                                   | Besançon                                                                                        |
|       |                                                                                                 | |                                                                                                 |
| 1967  | 74e                                                                                             | Fédération nationale des sapeurs-pompiers français                                                   | Paris                                                                                           |
|       |                                                                                                 | |                                                                                                 |
| 1970  | 77e                                                                                             | Union départementale des sapeurs-pompiers de la Charente-Maritime                                    | Royan                                                                                           |
|       |                                                                                                 | |                                                                                                 |
| 1975  | 82e                                                                                             | Union départementale des sapeurs-pompiers de la Gironde                                              | Bordeaux                                                                                        |
|       |                                                                                                 | |                                                                                                 |
| 1977  | 84e                                                                                             | Union départementale des sapeurs-pompiers de Seine-et-Marne                                          | Fontainebleau                                                                                   |
| 1978  | 85e                                                                                             | Union départementale des sapeurs-pompiers du Vaucluse                                                | Avignon                                                                                         |
| 1979  | 86e                                                                                             | Union départementale des sapeurs-pompiers du Bas-Rhin                                                | Strasbourg                                                                                      |
| 1980  | 87e                                                                                             | Union départementale des sapeurs-pompiers de la Dordogne                                             | Périgueux                                                                                       |
| 1981  | 88e                                                                                             | Union départementale des sapeurs-pompiers de l'Orne                                                  | Bagnoles-de-l'Orne                                                                              |
| 1982  | 89e                                                                                             | Union départementale des sapeurs-pompiers de la Marne                                                | Reims                                                                                           |
| 1983  | 90e                                                                                             | Union départementale des sapeurs-pompiers des Pyrénées-Atlantiques                                   | Biarritz                                                                                        |
| 1984  | 91e                                                                                             | Union départementale des sapeurs-pompiers des Alpes-Maritimes                                        | Nice                                                                                            |
| 1985  | 92e                                                                                             | Union départementale des sapeurs-pompiers d'Indre-et-Loire                                           | Tours                                                                                           |
| 1986  | 93e                                                                                             | Union départementale des sapeurs-pompiers de la Moselle                                              | Metz                                                                                            |
| 1987  | 94e                                                                                             | Union départementale des sapeurs-pompiers d'Ille-et-Vilaine                                          | Saint-Malo                                                                                      |
| 1988  | 95e                                                                                             | Union départementale des sapeurs-pompiers de l'Isère                                                 | Grenoble                                                                                        |
| 1989  | 96e                                                                                             | Union départementale des sapeurs-pompiers de la Loire-Atlantique                                     | La Baule-Escoublac                                                                              |
| 1990  | 97e                                                                                             | Union départementale des sapeurs-pompiers du Rhône                                                   | Lyon                                                                                            |
| 1991  | 98e                                                                                             | Union départementale des sapeurs-pompiers de l'Oise                                                  | Compiègne                                                                                       |
| 1992  | 99e                                                                                             | Union départementale des sapeurs-pompiers de Seine-Maritime                                          | Rouen                                                                                           |
| 1993  | 100e                                                                                            | Union départementale des sapeurs-pompiers de Meurthe-et-Moselle                                      | Nancy                                                                                           |
| 1994  | 101e                                                                                            | Union départementale des sapeurs-pompiers du Finistère                                               | Brest                                                                                           |
| 1995  | 102e                                                                                            | Union départementale des sapeurs-pompiers de l'Hérault                                               | Montpellier                                                                                     |
| 1996  | 103e                                                                                            | Union départementale des sapeurs-pompiers de Saône-et-Loire                                          | Mâcon                                                                                           |
| 1997  | 104e                                                                                            | Union départementale des sapeurs-pompiers du Rhône                                                   | Lyon                                                                                            |
| 1998  | 105e                                                                                            | Union départementale des sapeurs-pompiers de la Gironde                                              | Bordeaux                                                                                        |
| 1999  | 106e                                                                                            | Union départementale des sapeurs-pompiers du Loiret                                                  | Orléans                                                                                         |
| 2000  | 107e                                                                                            | Union départementale des sapeurs-pompiers du Bas-Rhin                                                | Strasbourg                                                                                      |
| 2001  | 108e                                                                                            | Union départementale des sapeurs-pompiers des Côtes-d'Armor                                          | Saint-Brieuc                                                                                    |
| 2002  | 109e                                                                                            | Union départementale des sapeurs-pompiers des Bouches-du-Rhône                                       | Martigues                                                                                       |
| 2003  | 110e                                                                                            | Union départementale des sapeurs-pompiers de l'Ain                                                   | Bourg-en-Bresse                                                                                 |
| 2004  | 111e                                                                                            | Union départementale des sapeurs-pompiers de l'Hérault                                               | Montpellier                                                                                     |
| 2005  | 112e                                                                                            | Union départementale des sapeurs-pompiers du Cher                                                    | Bourges                                                                                         |
| 2006  | 113e                                                                                            | Union départementale des sapeurs-pompiers des Pyrénées-Atlantiques                                   | Pau                                                                                             |
| 2007  | 114e                                                                                            | Union départementale des sapeurs-pompiers du Puy-de-Dôme                                             | Clermont-Ferrand                                                                                |
| 2008  | 115e                                                                                            | Union départementale des sapeurs-pompiers d'Ille-et-Vilaine                                          | Rennes                                                                                          |
| 2009  | 116e                                                                                            | Union départementale des sapeurs-pompiers de la Loire                                                | Saint-Étienne                                                                                   |
| 2010  | 117e                                                                                            | Union départementale des sapeurs-pompiers de la Charente                                             | Angoulême                                                                                       |
| 2011  | 118e                                                                                            | Union départementale des sapeurs-pompiers de Loire-Atlantique                                        | Nantes                                                                                          |
| 2012  | 119e                                                                                            | Union départementale des sapeurs-pompiers de la Somme                                                | Amiens                                                                                          |
| 2013  | 120e                                                                                            | Union départementale des sapeurs-pompiers de la Savoie                                               | Chambéry                                                                                        |
| 2014  | 121e                                                                                            | Union départementale des sapeurs-pompiers du Vaucluse                                                | Avignon                                                                                         |
| 2015  | 122e                                                                                            | Union départementale des sapeurs-pompiers de Lot-et-Garonne                                          | Agen                                                                                            |
| 2016  | 123e                                                                                            | Union départementale des sapeurs-pompiers d'Indre-et-Loire                                           | Tours                                                                                           |
| 2017  | 124e                                                                                            | Union départementale des sapeurs-pompiers de Corse-du-Sud                                            | Ajaccio                                                                                         |
| 2018  | 125e                                                                                            | Union départementale des sapeurs-pompiers de l'Ain                                                   | Bourg-en-Bresse                                                                                 |
| 2019  | 126e                                                                                            | Union départementale des sapeurs-pompiers du Morbihan                                                | Vannes                                                                                          |
| 2020  | Édition reportée à 2021 en raison de la pandémie de covid-19                                    | Édition reportée à 2021 en raison de la pandémie de covid-19                                         | Édition reportée à 2021 en raison de la pandémie de covid-19                                    |
| 2021  | 127e                                                                                            | Union départementale des sapeurs-pompiers des Bouches-du-Rhône                                       | Marseille                                                                                       |
| 2022  | 128e                                                                                            | Union départementale des sapeurs-pompiers de Meurthe-et-Moselle                                      | Nancy                                                                                           |
| 2023  | 129e                                                                                            | Union régionale des sapeurs-pompiers de Midi-Pyrénées                                                | Toulouse                                                                                        |
| 2024  | 130e                                                                                            | Union départementale des sapeurs-pompiers de Saône-et-Loire                                          | Mâcon                                                                                           |
| 2025  | 131e                                                                                            | Union départementale des sapeurs-pompiers de la Sarthe                                               | Le Mans                                                                                         |
| 2026  | 132e                                                                                            | Union départementale des sapeurs-pompiers de la Haute-Savoie                                         | La-Roche-sur-Foron                                                                              |